# Synopeas breviventre
Synopeas breviventre är en stekelart som först beskrevs av William Harris Ashmead 1893.  Synopeas breviventre ingår i släktet Synopeas och familjen gallmyggesteklar. Inga underarter finns listade i Catalogue of Life.